# Sudeti
Sudeti (njemački: Sudetenland, češki i slovački: Sudety, poljski: Kraj Sudetów) povijesni je naziv za pogranično područje u bivšoj Čehoslovačkoj, današnjoj Češkoj Republici, na njenoj granici ka današnjoj Austriji, Njemačkoj i Poljskoj. U Sudetima je prije Drugog svjetskog rata živjelo većinom njemačko stanovništvo – tzv. Sudetski Nijemci.

## Povijest

### Osnivanje Čehoslovačke
Sudeti se prvi puta spominju još 1918. godine:
Dan-dva nakon osamostaljenja Čehoslovačke (28. listopada 1918.) 4 oblasti u kojima su živjeli Nijemci - Njemačka Bohemija (Deutschböhmen), Sudeti (Sudetenland), Šumavska župa (Böhmerwaldgau) i Njemačka južna Moravska (Deutschsüdmähren) pokušale su se odcijepiti i pripojiti Austriji. Čehoslovačka vlada je u periodu između 1. i 20. prosinca 1918., bez većih vojnih intervencija, povratila ova područja. Tijekom ovih sukoba, koji su često bili isprovocirani i to od obje strane, ubijeno je nekoliko desetina građana, pretežno Nijemaca. Ove žrtve su nacionalisti kasnije koristili za raspirivanje konflikta.
Tadašnji Sudeti - Sudetenland u sjevernoj Moravskoj i u Češkoj Šleziji zauzimali su površinu od oko 6.543 km2 na kojoj je živjelo oko 650.000 stanovnika, a centar je bio u gradu Opavi (Troppau).

### Međuratni period
Tijekom 20-tih i 30-tih godina 20. stoljeća, termin Sudeti (Sudetenland) počeo se koristiti za većinu pograničnih oblasti čeških zemalja (uklj. Moravsku i Šleziju), gdje je sve do 1945. – 1946. godine živjela brojna njemačka manjina njih od 3 do 3,5 milijuna.
Prema uzoru Alpske zemlje/alpski Nijemci, Nijemci u Češkim zemaljama počeli su sebe nazivati sudetskim Nijemcima, a Češke zemlje su počeli zvati Sudetske zemlje.
Naziv Sudeti, koji je u međuvremenu dobio i političku konotaciju koju su njemački nacisti, uz podršku dijela njemačkog stanovništva koje je živjelo u Sudetima (prije svega Sudetonjemačke stranke - SdP), zloupotrebili za razbijanje predratne Čehoslovačke. 
Poslije Münchenskog sporazuma (1938.), kao Sudetenland se označavaju sva područja koje je ondašnja Čehoslovačka morala predati Hitlerovoj Njemačkoj.

## Vanjske poveznice
- Eva Hahn -povjesničarka, rođena u Pragu, koja „se preko tri desetljeća bavi povjesti njemačko-čeških odnosa, bez da vjeruje u takozvane nacionalne konflikte“ (njemački)
- Češka Republika: Bilateralni odnosi  Arhivirana inačica izvorne stranice od 9. ožujka 2005. (Wayback Machine) - stranice njemačkog ministarstva vanjskih poslova (njemački, engleski  Arhivirana inačica izvorne stranice od 16. ožujka 2005. (Wayback Machine), francuski  Arhivirana inačica izvorne stranice od 12. ožujka 2005. (Wayback Machine), španjolski  Arhivirana inačica izvorne stranice od 14. svibnja 2011. (Wayback Machine))
- Udruženje sudetskih Nijemaca (SL)
- Udruženje sudetskih Nijemaca u Austriji (SLÖ)
- Savez prognanih (BdV)  Arhivirana inačica izvorne stranice od 14. svibnja 2011. (Wayback Machine)
- Savez landsmanšafta etničkoh Nijemaca Austrije (VLÖ)
- Detaljne informacije o nazivima Sudeti, Sudeten, Sudetenland, Sudetendeutschland, sudeťák, sudetoněmecký, … (na češkom)[neaktivna poveznica] - Emil Hruška
- Tekst o osnovama Sudeta - i projmeni njihovog značnja u povjesnom i teritorijalnom kontekstu (na češkom)  Arhivirana inačica izvorne stranice od 29. listopada 2007. (Wayback Machine) - Ulrich Krulík
- Reč „Sudeti“ u češkim enciklopedijama i riječnicima (na češkom)[neaktivna poveznica]

### Ostali projekti
|  | Zajednički poslužitelj ima još gradiva o temi Sudeti |